# Grosser Trögler
Le Großer Trögler est une montagne qui s’élève à 2 902 m d’altitude dans les Alpes de Stubai, en Autriche.